# بخش گوشن (شهرستان بلمونت، اوهایو)
بخش گوشن (به انگلیسی: Goshen Township) یک منطقهٔ مسکونی در ایالات متحده آمریکا است که در شهرستان بلمون، اوهایو واقع شده‌است.
 بخش گوشن ۹۴٫۴ کیلومتر مربع مساحت و ۳٬۱۴۷ نفر جمعیت دارد و ۳۶۱ متر بالاتر از سطح دریا واقع شده‌است.